# Maladie du tabac vert

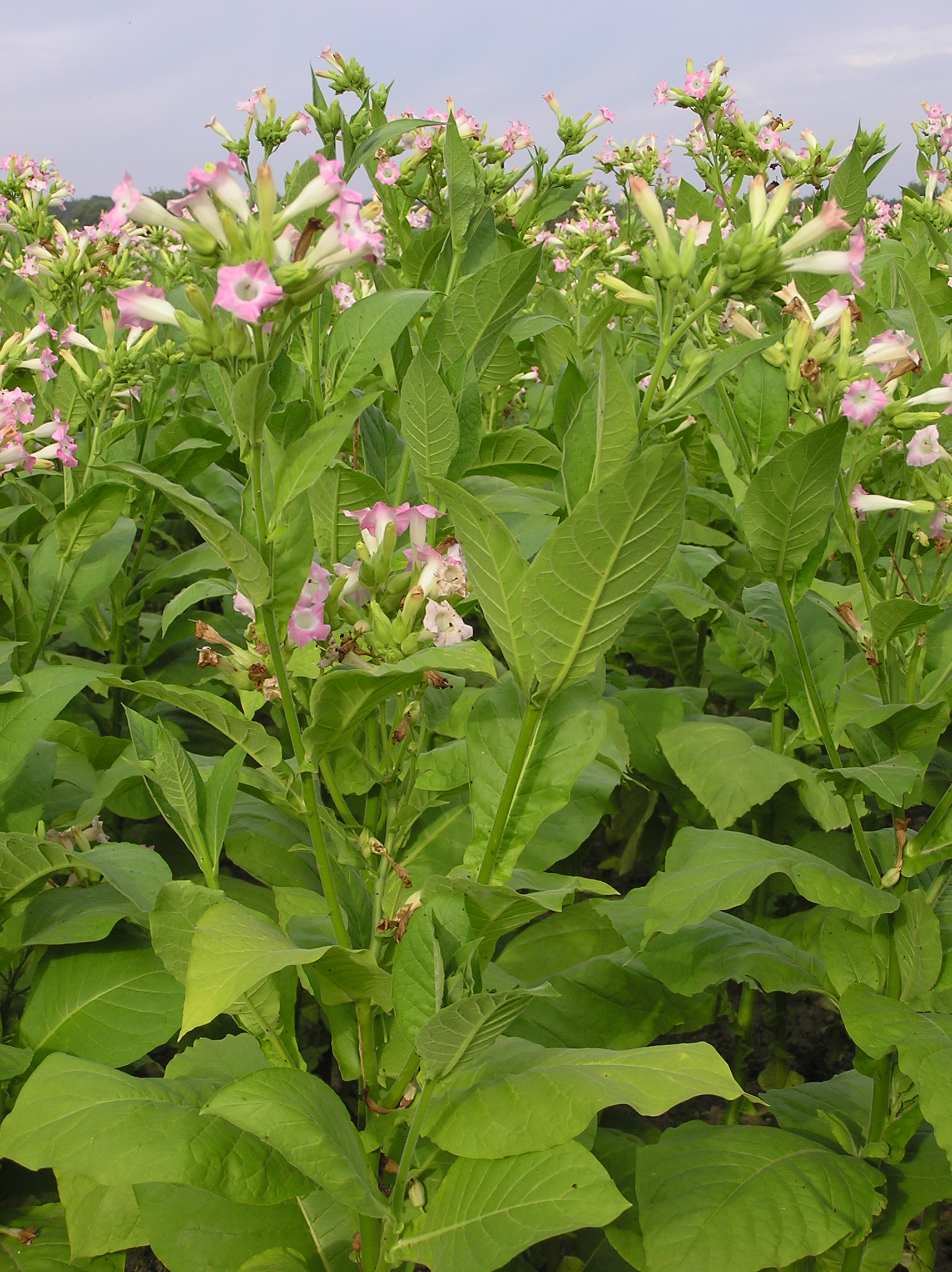
Tabac

La maladie du tabac vert est une intoxication par la nicotine causée par l'absorption transdermique de nicotine provenant de la surface de plants de tabac humides.
Les cueilleurs de tabac, dont les vêtements sont saturés de tabac trempé par la pluie ou la rosée du matin, courent un risque élevé de contracter la maladie du tabac vert. Ils peuvent éviter d'attraper cette maladie soit en reportant la cueillette jusqu'à ce que les feuilles de tabac soient sèches, soit en portant des vêtements de pluie. Il faut retirer immédiatement les vêtements mouillés qui ont été en contact avec des feuilles de tabac et se laver la peau  avec de l'eau chaude savonneuse.
La nicotine provenant d'autres sources, telles que gomme à la nicotine, timbre à la nicotine ou cigarette électronique, ou d'autres produits du tabac comme les cigarettes ou le tabac à chiquer, semble réduire le risque de maladie du tabac vert du fait que le corps s'adapte à la prise  de nicotine.

## Symptômes
Les symptômes de la maladie du tabac vert sont notamment des nausées, des vomissements, des maux de tête, des vertiges et une faiblesse sévère.
Ces symptômes peuvent s'accompagner de fluctuations de la tension artérielle ou de la fréquence cardiaque. On observe aussi fréquemment des crampes abdominales, des frissons, une augmentation de la transpiration, de la salivation et des difficultés respiratoires.

## Soins
Après cessation du contact avec des feuilles vertes, la  maladie se résout d'elle-même en un ou deux jours, mais les symptômes peuvent être suffisamment graves pour nécessiter un traitement médical d'urgence.

## Prévalence
On estime à 33 millions le nombre de travailleurs du secteur du tabac dans le monde, dont beaucoup vivent dans les pays en développement. Une étude internationale a montré qu'entre 8 et 89 % des cueilleurs de tabac peuvent être affectés au cours d'une saison (cette variation importante étant probablement due à des différences dans les méthodologies d'étude ainsi que dans les conditions de travail). Les effets à long terme sur la santé des personnes exposées à la nicotine par voie transdermique pendant de longues périodes ne sont pas connus.